# Sylvestre Maurice
Pour les articles homonymes, voir Maurice.
Sylvestre Maurice, né en 1966, est astrophysicien à l’Institut de recherche en astrophysique et planétologie, IRAP (Univ. Toulouse 3 Paul Sabatier, CNRS, Cnes), astronome à l'Observatoire Midi-Pyrénées. Il est planétologue, spécialiste de l'exploration du Système solaire.

## Recherche

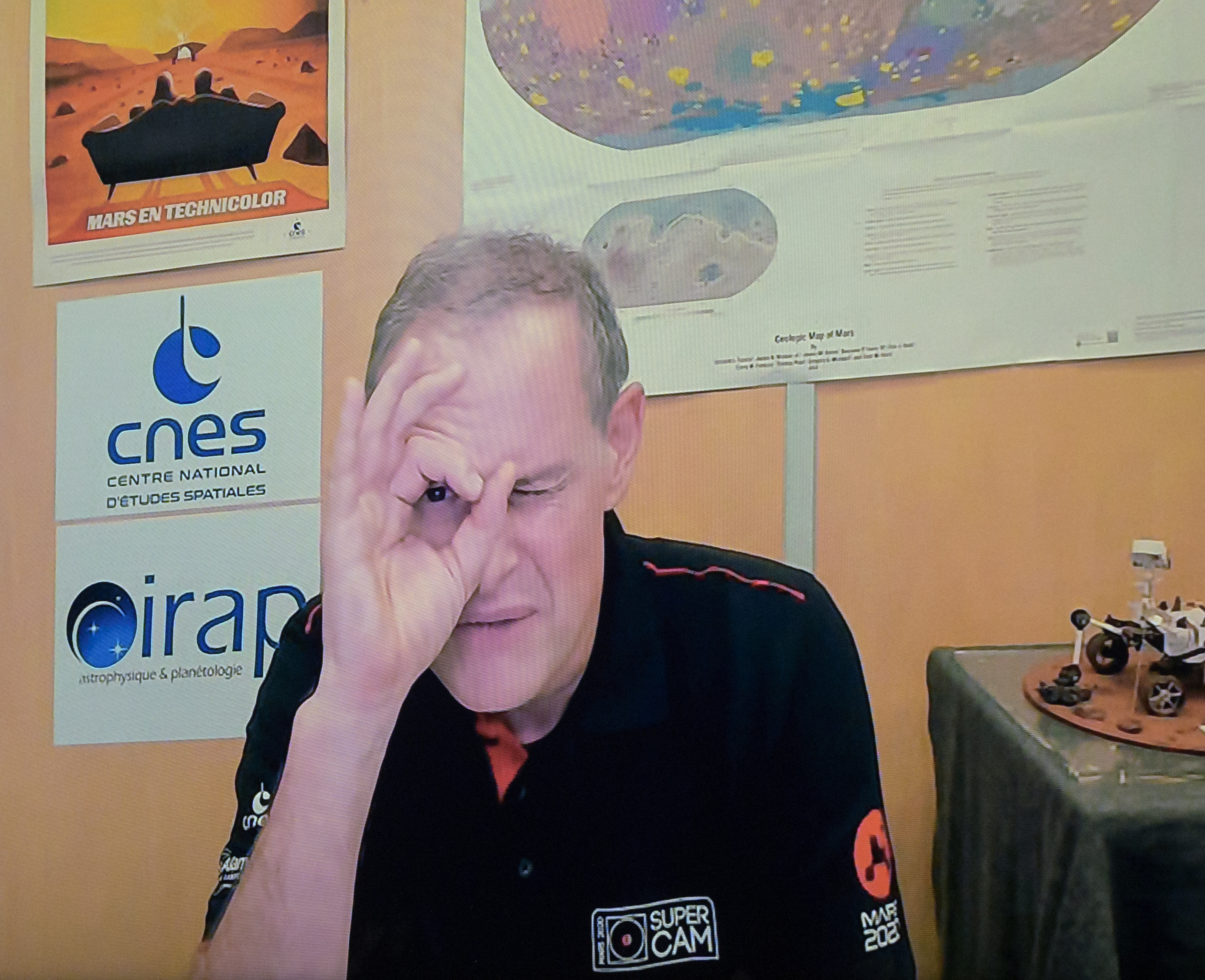
Sylvestre Maurice lors d'une conférence de presse NASA à propos de SuperCam en février 2021.

Sylvestre Maurice a participé à de nombreuses missions d’exploration du Système solaire en partenariat avec le CNES (France) pour le compte de l’ESA (Europe) et de la NASA (USA), mais aussi de la JAXA (Japon), l'ISRO (Inde) et de la CNSA (Chine). 
Il a étudié l'environnement de plasma et le champ magnétique de Saturne dans le cadre des missions Pioneer 11,  Voyager 1 et 2, afin de préparer la mission Cassini qui décolle en 1997 pour arriver à Saturne en 2004. Elle explorera la planète aux anneaux pendant plus de 13 ans.
Dans le même temps, il s’est intéressé à la composition chimique de la Lune dans le cadre de la mission Lunar Prospector. Il a contribué avec ses collaborateurs américains à la découverte de glace d’eau aux pôles de la Lune (1998) par spectroscopie neutron. Cette découverte donne un nouvel élan à l'exploration scientifique de la Lune. Il participe à d'autres explorations de la surface lunaire: la mission japonaise Kaguya (2008), la mission Indienne Chandrayaan-1 (2008) et la mission européenne Smart-1 (2006).
Embarquant le même type de détecteur que sur Lunar Prospector, la même équipe dirigée par W. Feldman du Los Alamos National Laboratory découvre des signatures d'eau à l'équateur de Mars (2004) grâce à la mission Mars Odyssey, et de la glace d'eau aux pôles de Mercure (2011) grâce à la mission MESSENGER. 
À partir de 2005, il a imaginé et coordonné avec son collègue Roger Wiens du Los Alamos National Laboratory la construction de l’instrument ChemCam à bord du rover Curiosity de la NASA. Cet instrument fournit les premières données françaises à la surface de Mars en 2012,, et permet avec les autres instruments de la mission de démontrer l’habitabilité passée de Mars. En 2023 le rover Curiosity est toujours en fonctionnement dans le cratère Gale; l'instrument ChemCam a fourni plus de 950 000 spectres d'analyse chimique des roches et des sols de Mars. En 2017, il transfère sa charge de responsable scientifique de l'instrument (PI) à Olivier Gasnault à l'IRAP.
À partir de 2005, il coordonne avec Fernando Rull de l’université de Valladolid le développement de l’instrument Raman sur le rover martien Rosalind du programme ExoMars de l’ESA qui devrait analyser la composition minéralogique des échantillons prélevés par la foreuse du rover, sous la surface de Mars jusqu'à 2 m de profondeur. Le lancement de Rosalind n'a pu se faire depuis baïkonour en septembre 2022. La mission est reconfigurée pour un lancement en 2028 et une arrivée sur Mars en 2030. 
En 2014, il présente avec Roger Wiens une version améliorée de ChemCam pour le rover Perseverance de la mission Mars 2020 de la NASA. Sélectionné par la NASA sous le nom de SuperCam, cet instrument reprend l’analyse chimique de ChemCam, et embarque de nouvelles voies de mesure Raman et Infra-rouge pour la composition minérale de Mars, ainsi qu'un microphone. La mission Mars 2020 a pour but de déterminer si la vie s’est développée à la surface de Mars et de préparer un ensemble d’échantillons qui seront rapportés sur Terre dans le cadre de futures missions martiennes, appelées missions de retour d’échantillons (Programme MSR). Le rover Perseverance a décollé depuis Cap Canaveral le 30 juillet 2020. Il arrive sur Mars, dans le cratère Jezero le 18 février 2021. Depuis lors, la mission fonctionne parfaitement bien et collecte de nombreux échantillons. Fin 2023, il transfère sa charge de responsable scientifique de l'instrument (PI) à Agnes Cousin à l'IRAP.
Il est aussi collaborateur de Tianwen-1, la première mission chinoise à la surface de Mars qui a décollé le 23 juillet 2020. Cette mission est composée d'un orbiteur, d'un rover Zhurong qui se pose avec succès sur Mars le 15 mai 2021 dans la région d'Utopia Planitia. A son bord, l'instrument MarsCoDE realise pendant 1 an, la durée de la mission, des mesures de composition chimique similaires à celles de ChemCam sur Curiosity. Il emporte d'ailleurs une cible de calibration française qui permet d'étalonner les deux instruments ensemble.

## Carrière
Sylvestre Maurice est diplômé de SUPAERO (1990) et docteur en astrophysique de l’université Paul Sabatier (1994). Après deux stages post-doctoraux à l'Agence spatiale européenne (1994-1996) et au Laboratoire national de Los Alamos (1996-1997), il devient astronome adjoint (1997), puis astronome (2007) à l'observatoire Midi-Pyrénées. Il est auteur et coauteur de plus de 150 articles dans des revues à comité de lecture.
Il enseigne la physique du Système solaire et le management de projets scientifiques à SUPAERO et à l’université Paul Sabatier. De 2002 à 2014 il fut membre, puis président (2010-2014) du Groupe Système solaire du CNES, chargé des projets spatiaux pour la planétologie.
Il est expert scientifique et partenaire de la Cité de l'espace. Il a participé à plusieurs projets Sciences et Arts, en particulier avec Diana Lui, Smith et Caroline Guéyé[réf. nécessaire]. 

## Récompenses
- L'astéroïde 57509 Sly (2001 SY270) de la ceinture principale lui est dédié[6].
- Chevalier dans l'ordre national du Mérite (2012)
- Chevalier dans l'ordre des palmes académiques (2022)
- Médaille de Vermeil de l’Académie de l’Air et de l’Espace (2017)
- Prix « Crystal Helmet » de l’Association mondiale des astronautes (2017)
- Lauréat du Prix Cnes Astrophysique et Sciences spatiales de l'Académie des Sciences (2020).
- Membre de l'Académie de l'air et de l'espace.
- Membre de l'Académie des technologies